# Formula E
Formula E (uradno ABB FIA Formula E Championship) je dirkaška serija dirkalnikov na električni pogon, ustanovljena leta 2014 s strani Mednarodne avtomobilistične zveze. Dirke potekajo na uličnih stezah v večjih mestih. 

### Prvaki
| Sezona  | Dirkaško prvenstvo | Dirkaško prvenstvo        | Dirkaško prvenstvo        |                           | Moštveno prvenstvo     | Moštveno prvenstvo |
| Sezona  | Dirkač             | Moštvo                    | Šasija-pog. sklop         | Moštvo                    | Šasija-pog. sklop      |                    |
| ------- | ------------------ | ------------------------- | ------------------------- | ------------------------- | ---------------------- | ------------------ |
| 2014/15 | Nelson Piquet Jr.  | NEXTEV Team China Racing  | Spark-Renault SRT_01E     | Renault e.dams            | Spark-Renault SRT_01E  |                    |
| 2015/16 | Sébastien Buemi    | Renault e.dams            | Spark-Renault Z.E 15      | Renault e.dams            | Spark-Renault Z.E 15   |                    |
| 2016/17 | Lucas di Grassi    | ABT Schaeffler Audi Sport | Spark-ABT Schaeffler FE02 | Renault e.dams            | Spark-Renault Z.E 16   |                    |
| 2017/18 | Jean-Éric Vergne   | Techeetah                 | Spark-Renault Z.E 17      | Audi Sport Abt Schaeffler | Spark-Audi e-tron FE04 |                    |